# Pozsgás őszirózsa
A pozsgás őszirózsa (Tripolium pannonicum, korábban Aster tripolium) a fészkesvirágzatúak (Asterales) rendjébe sorolt őszirózsafélék (Asteraceae) családjában a Tripolium nemzetség egyik faja.

## Származása, elterjedése
Az északi flórabirodalom atlantikus–európai flóraterületén: Európában, Ázsia mérsékelt övi részein és Észak-Afrikában honos. Magyarországon élő alfaját, a sziki őszirózsát (Tripolium pannonicum subsp. pannonicum) külön fejezetben ismertetjük.

## Alfajai
- sziki őszirózsa (Tripolium pannonicum subsp. pannonicum) (Jacq.) Dobrocz.
- Tripolium pannonicum subsp. tripolium (L.) Greuter

## Megjelenése, felépítése
10–70 centiméter magas szára felemelkedő vagy felálló, barázdált, gyakran vörössel futtatott. Felül elágazik, sűrűn leveles, rövid szártagú oldalhajtásokkal.
Ép szélű levelei kissé húsosak, az alsók hosszú nyelűek, lándzsásak, a szárlevelek ülők, szálasak.
A laza, sátorozó virágzatban elhelyezkedő fészkek tömegesen fejlődnek a hajtáscsúcsokon. A tojásdad, tompa, 2–3 milliméter széles fészekpikkelyek fedelékesen állnak. Az ibolyás-kék vagy lila, ritkán fehér, nyelves nőivarú virágok a fészek peremén helyezkednek el. A csöves virágok hímnősek, élénksárgák.
Termése összenyomott, a bóbita számos puha szőrből áll.

## Életmódja, termőhelye
Egy- vagy kétéves, esetleg évelő növény. A pozsgás őszirózsa sós rétek és brakkvizes nádasok lakója. Nedves, magas sótartalmú, agyag- vagy homoktalajokon nő.
Június-szeptember között nyílik.

## Sziki őszirózsa
A pozsgás őszirózsa Magyarországon honos alfaja, a sziki őszirózsa (Tripolium pannonicum ssp. pannonicum). Főleg a Balaton és a Velencei-tó partvidékén, valamint a Nagyalföld nedves és szikes rétjein nő, de olykor iszaptársulásokban is. Helyenként társulásalkotóvá szaporodik.
A vízellátás szélsőségeit (időszakos kiszáradást, illetve teljes vízborítást) is jól tűri; a növény magassága, a levelek és a virágok mérete, a virágok színe rendszerint a vízellátástól függ. Legeltetett réteken, szikfokokon lecsepült, törpe, alig 30 centiméteres, vízből termőhelyeken 120 centiméterre is felmagasodik. A magasabb egyedek szára elfekszik. Lilás virágai nyár végén – ősz elején nyílnak.
A Velencei-tó környékén sokfelé közterületekre és kertekbe is ültetik.

## Képek

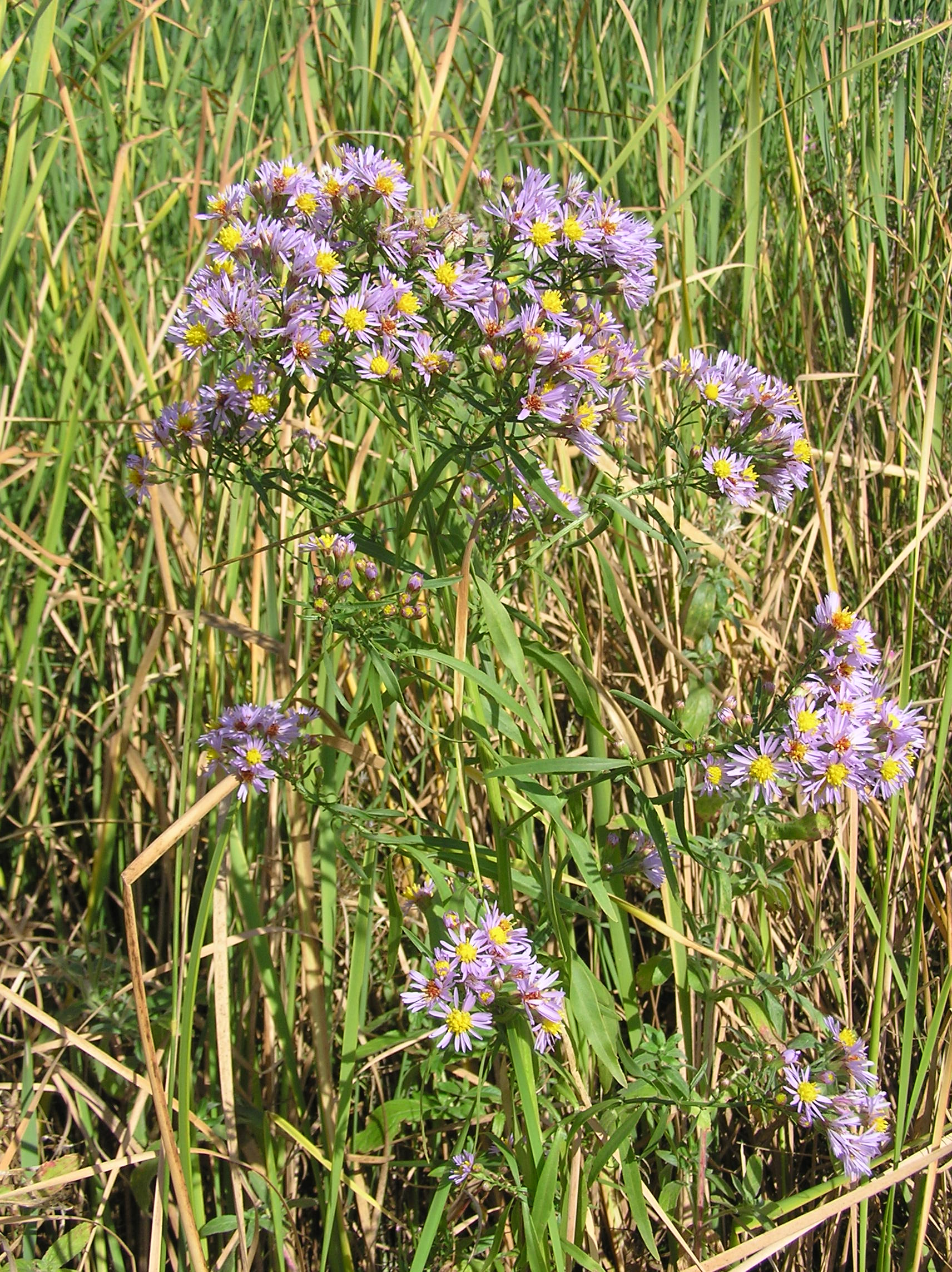
A növény
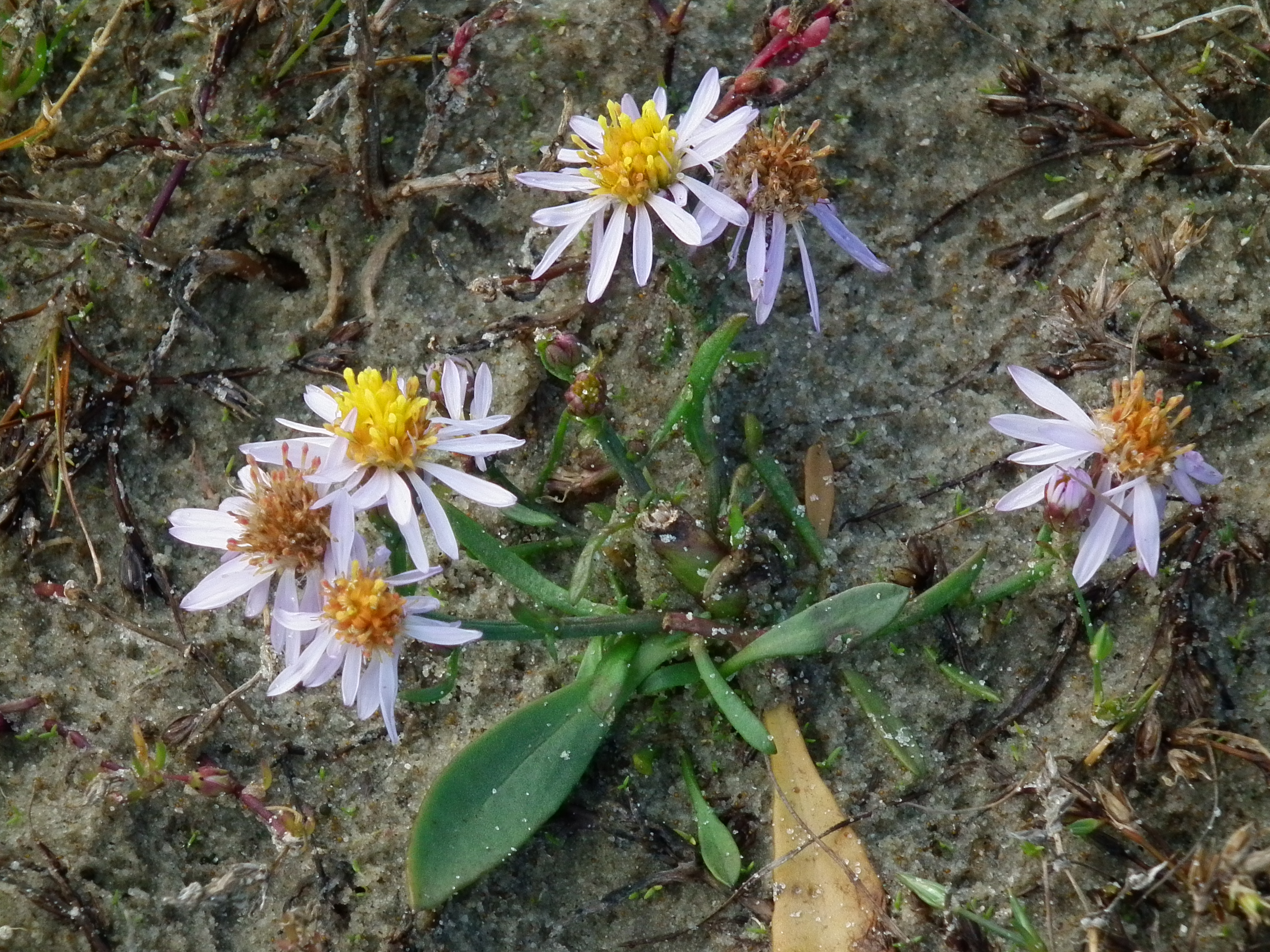
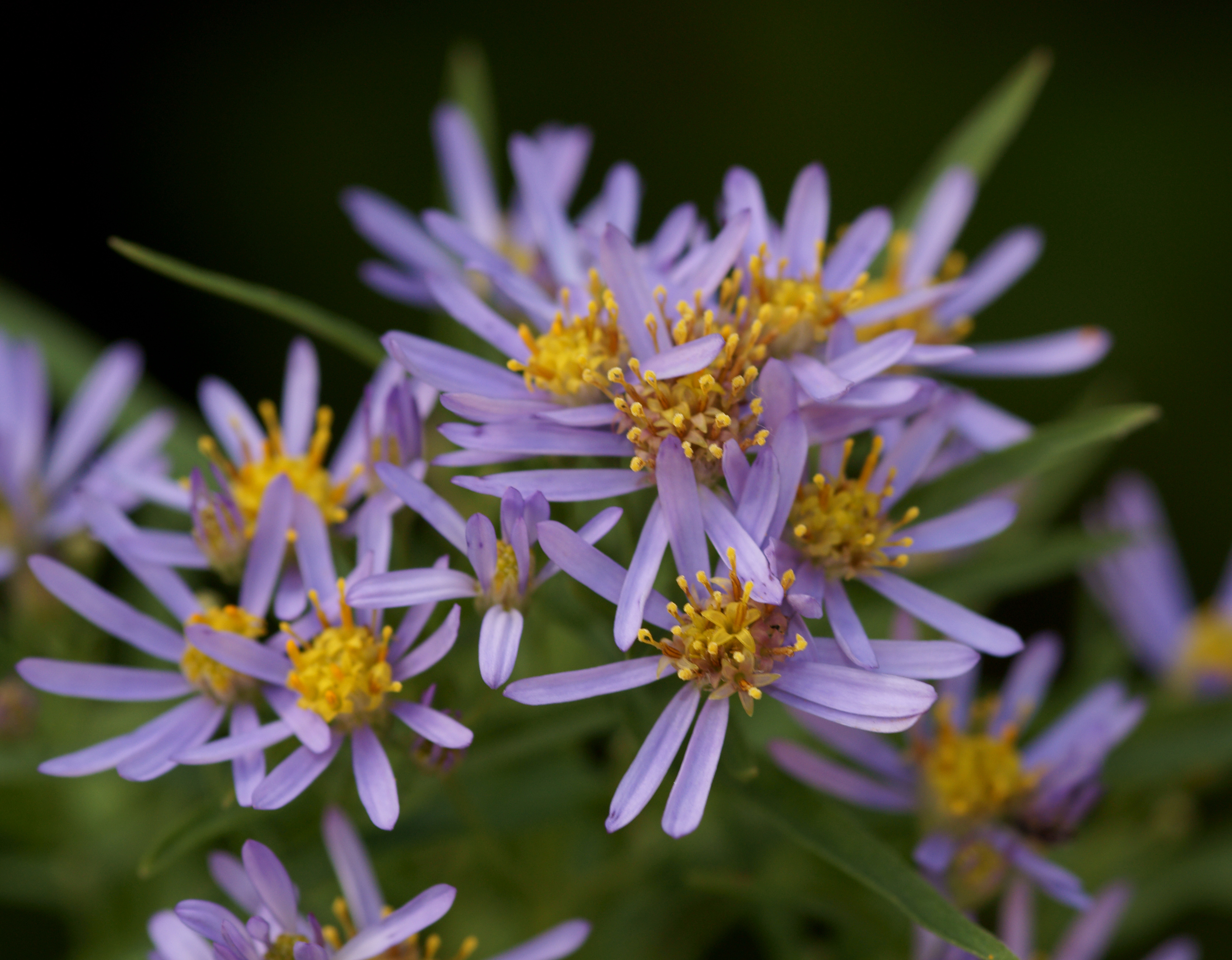
Virágai
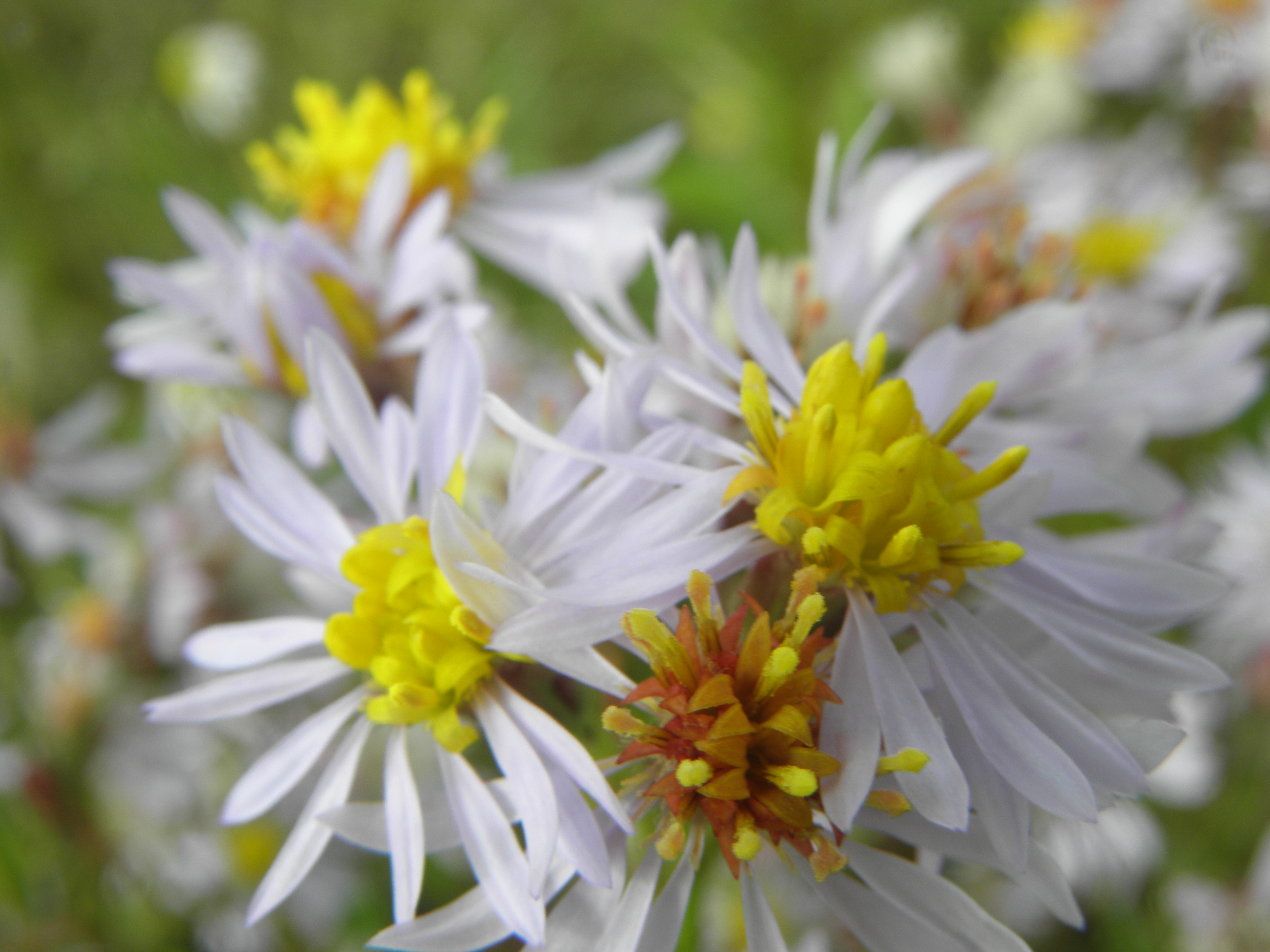
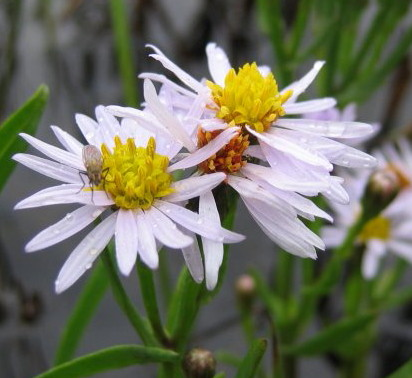
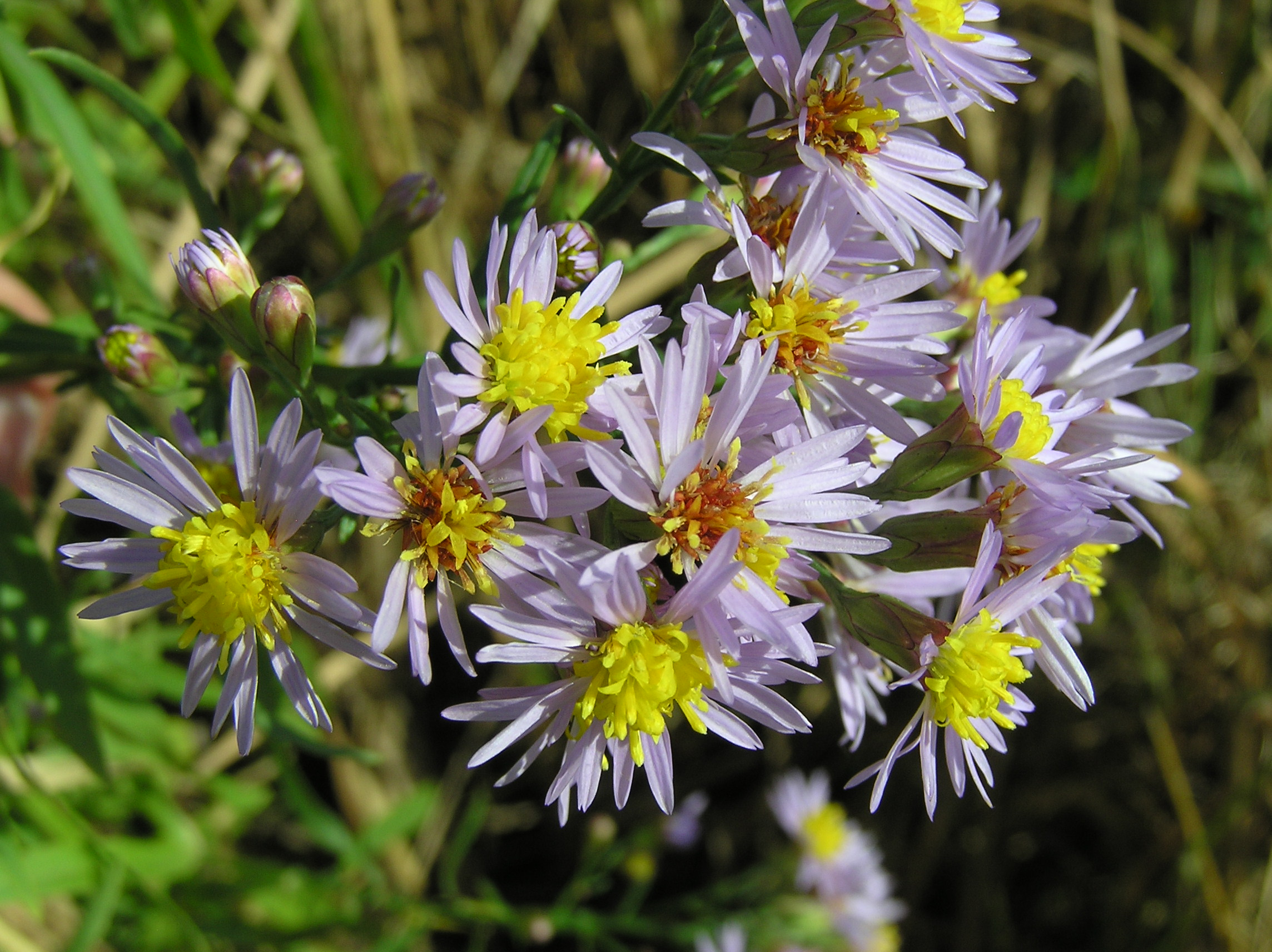
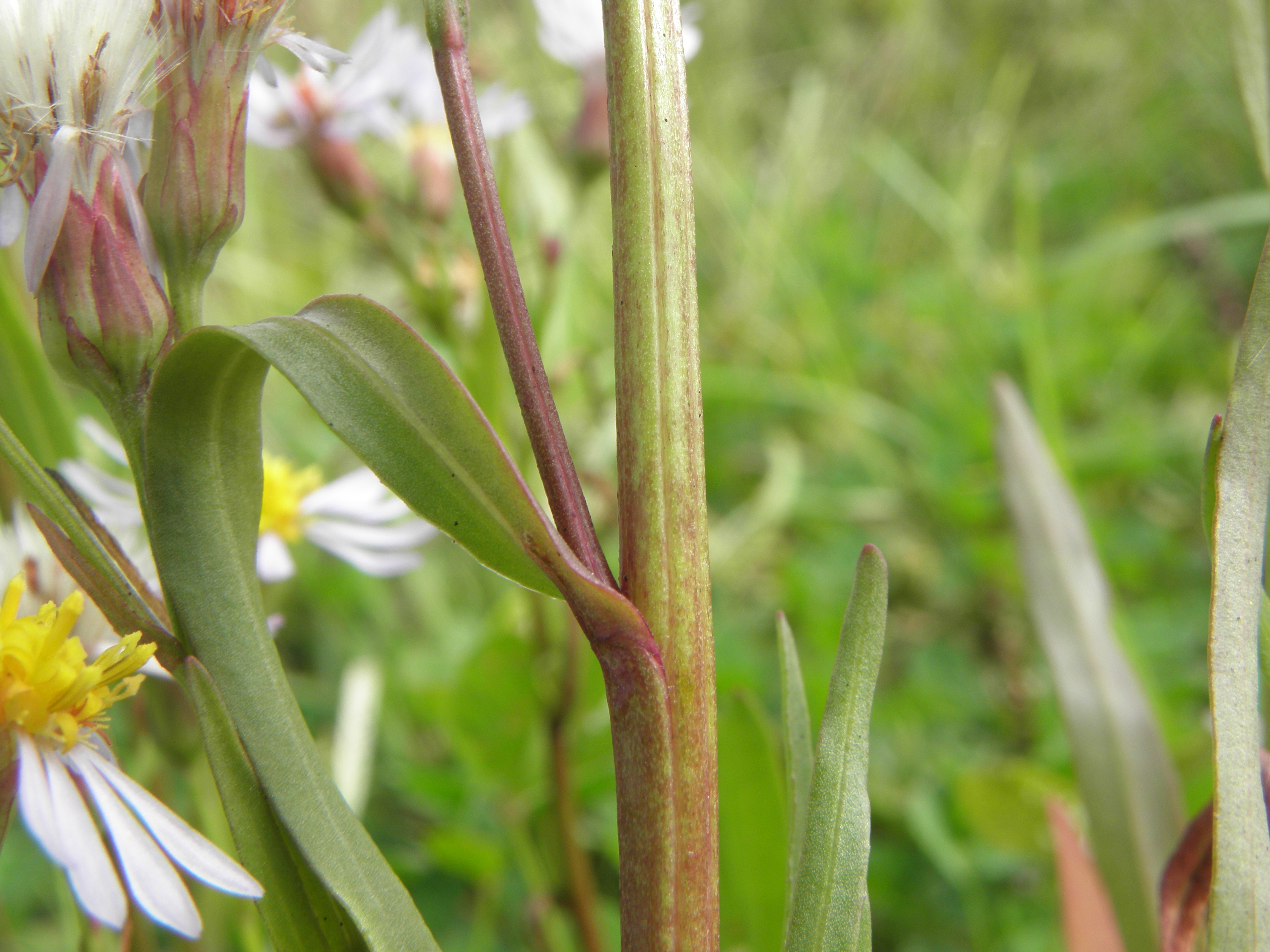
Szára
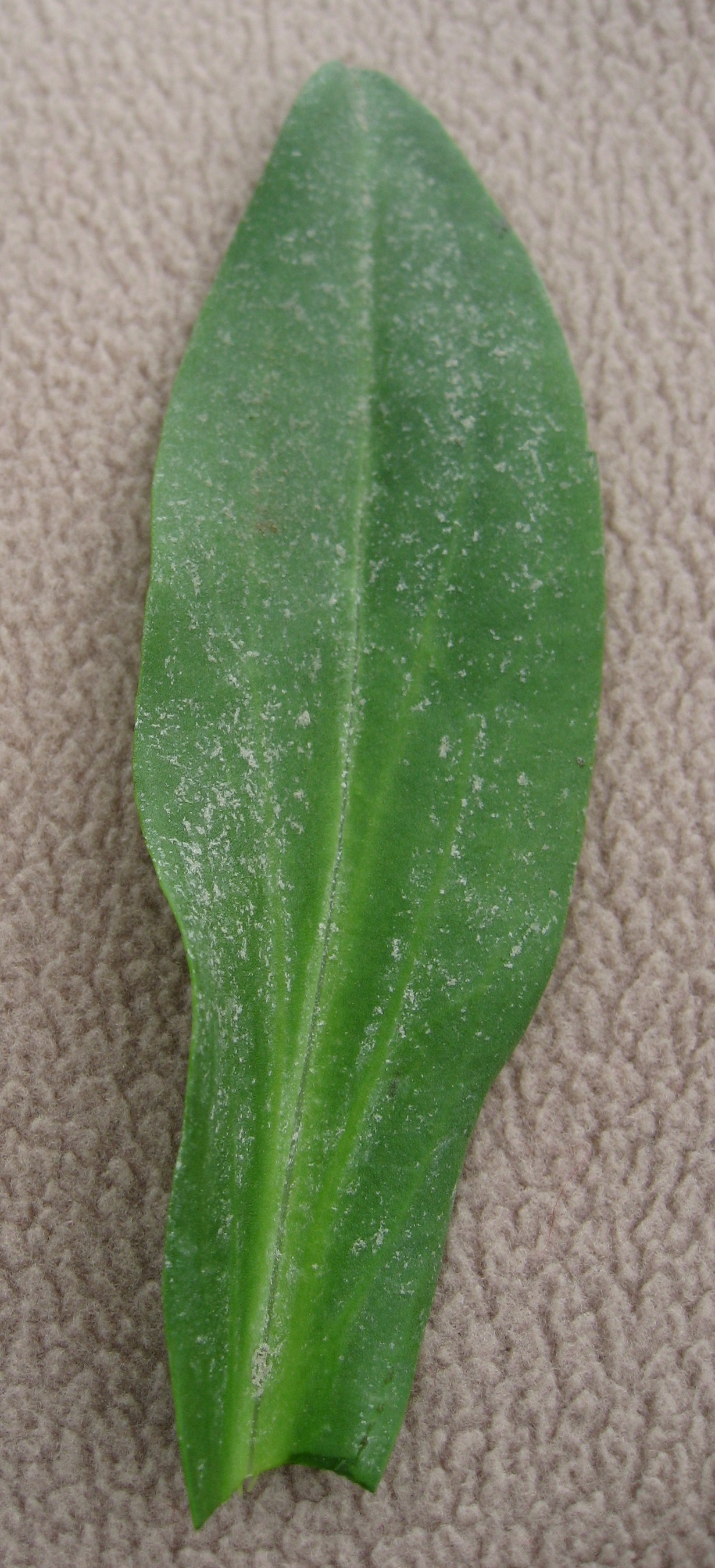
Levele felülről
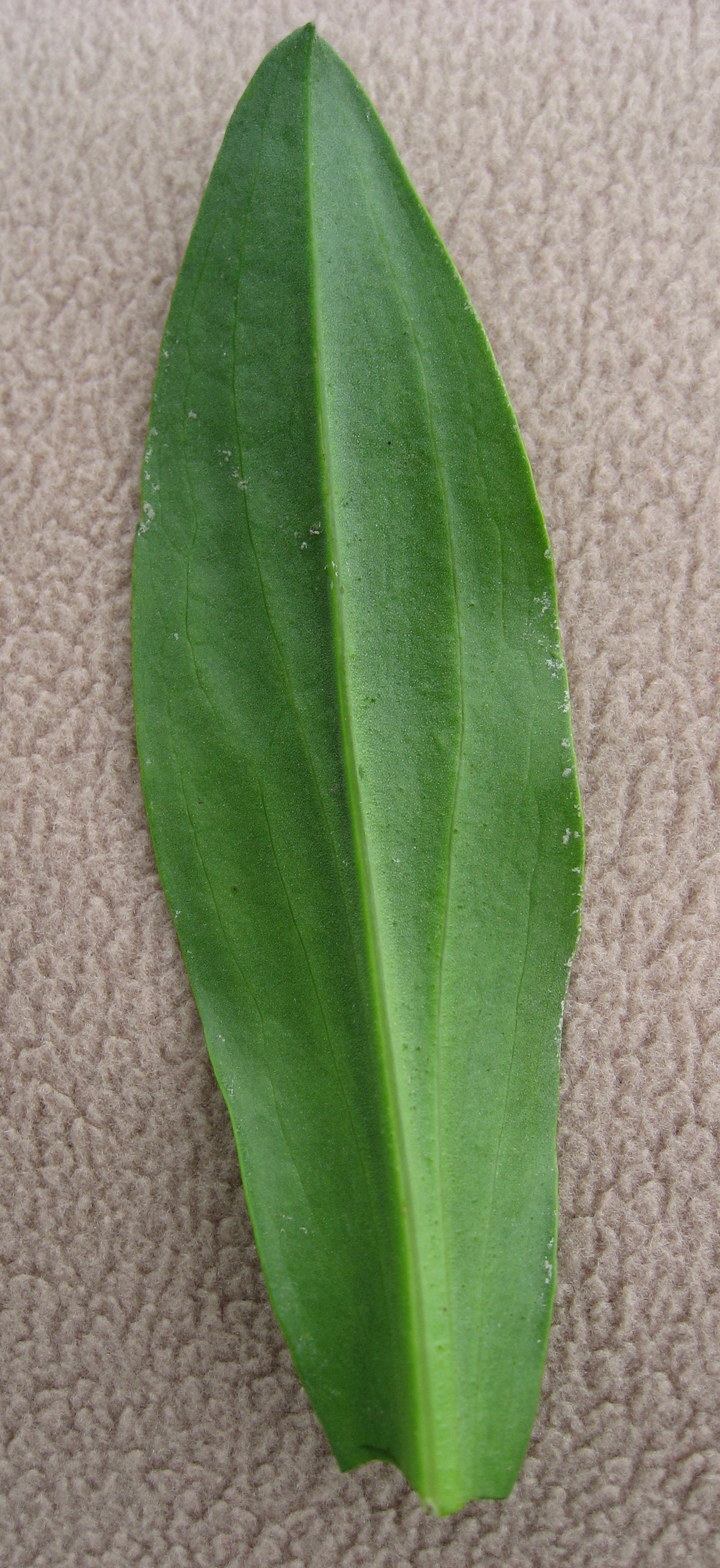
és alulról
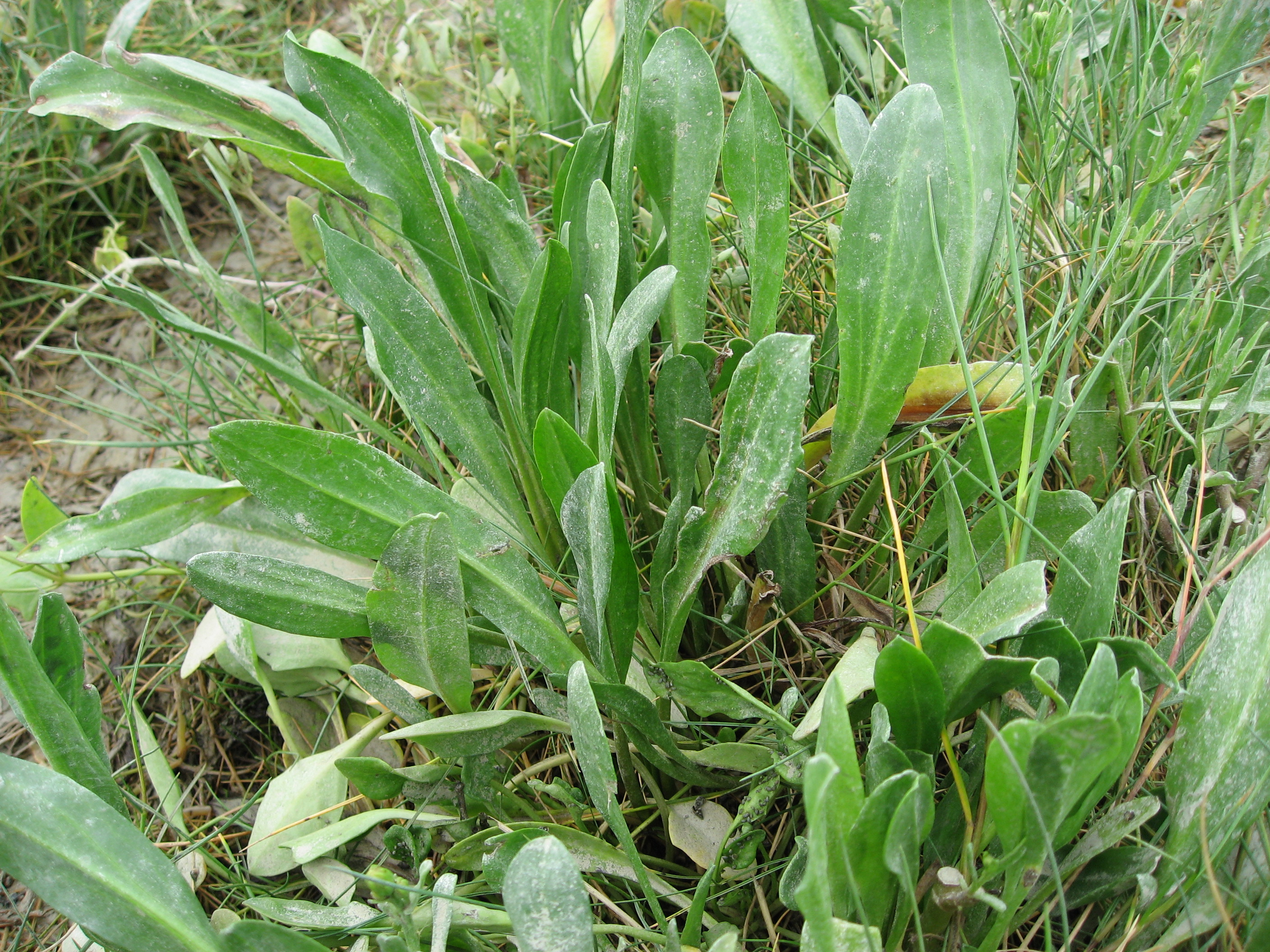
Levelei
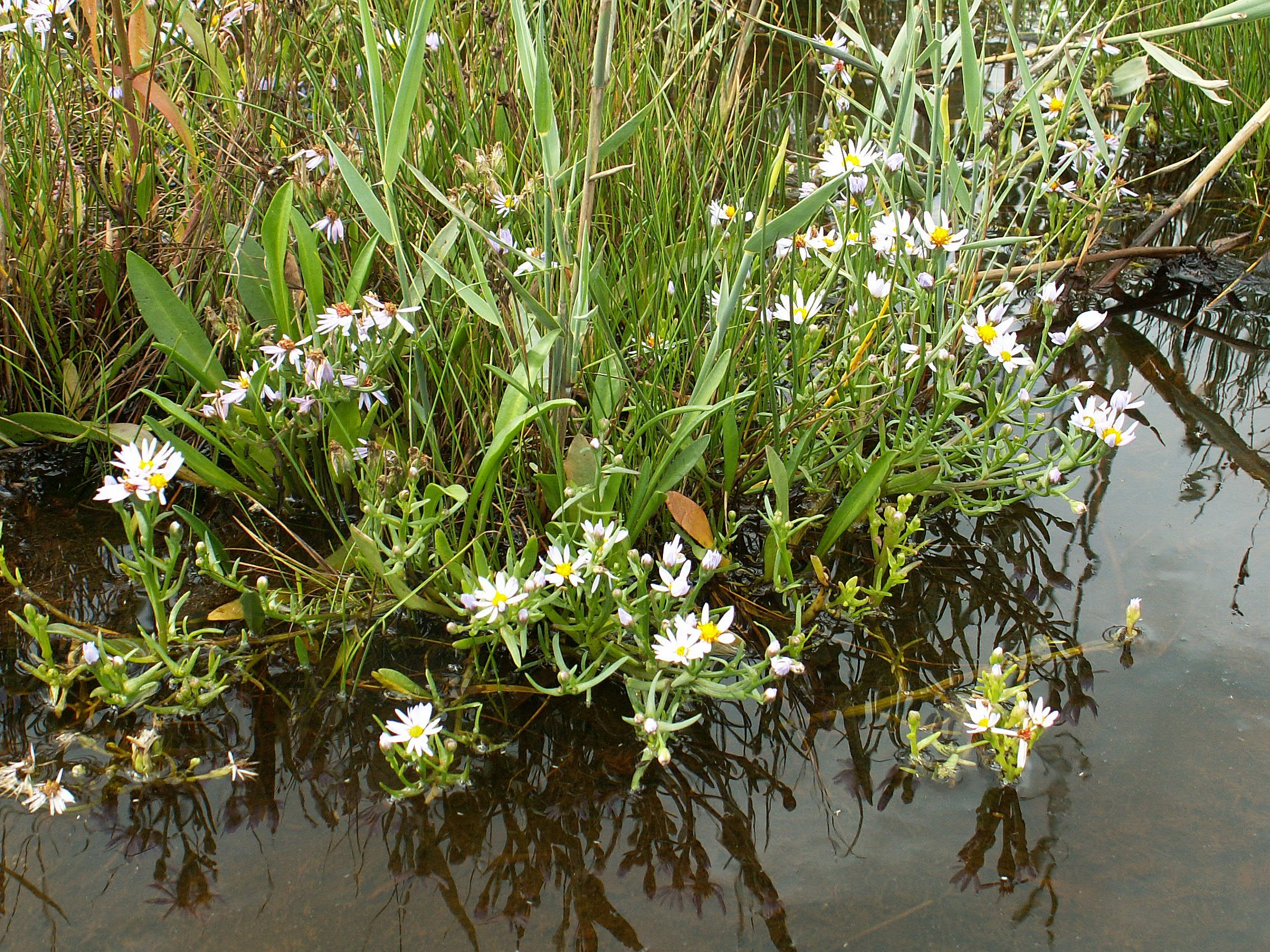
Mocsaras vidéken
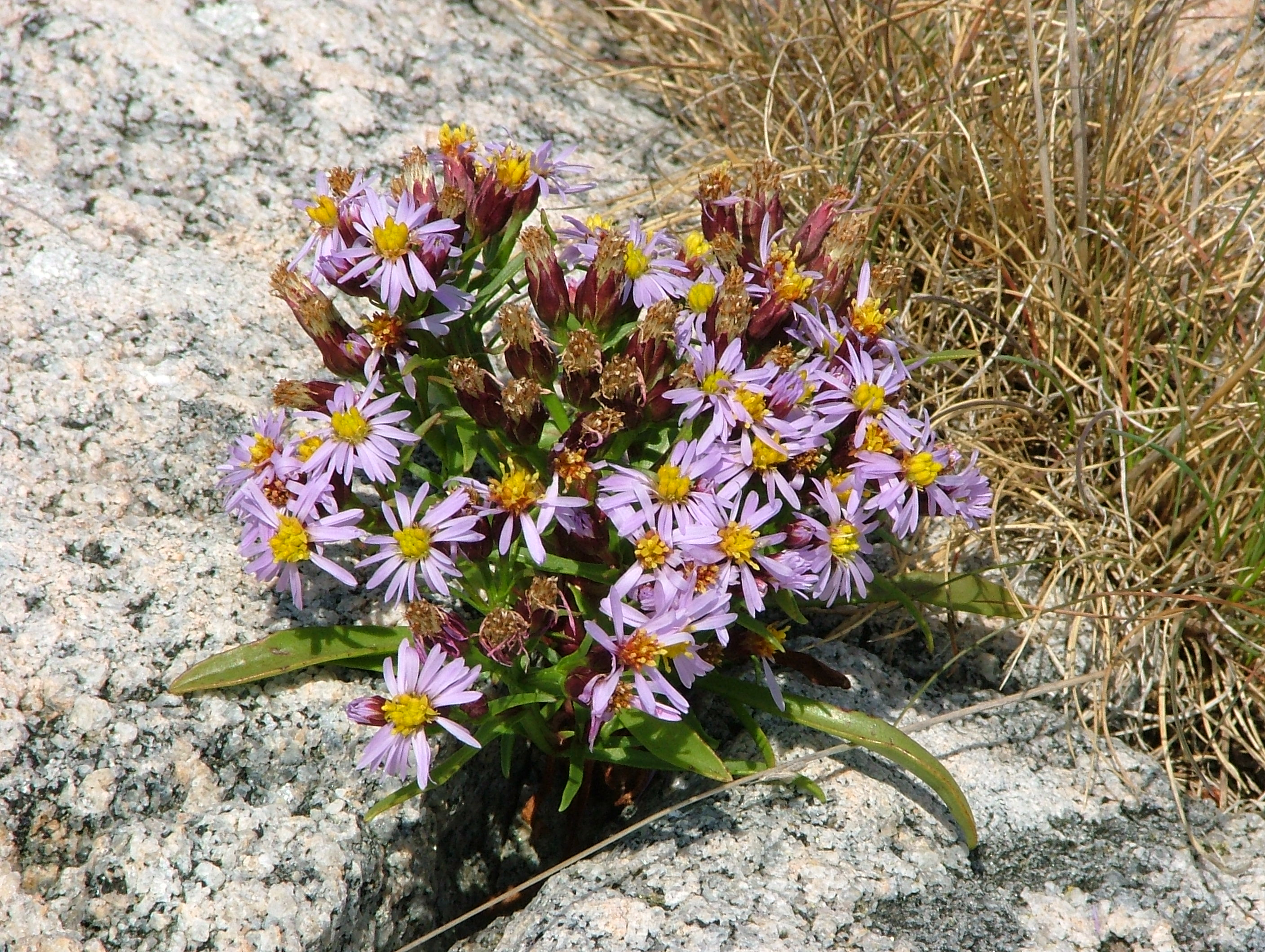
Tripolium pannonicum subsp. tripolium
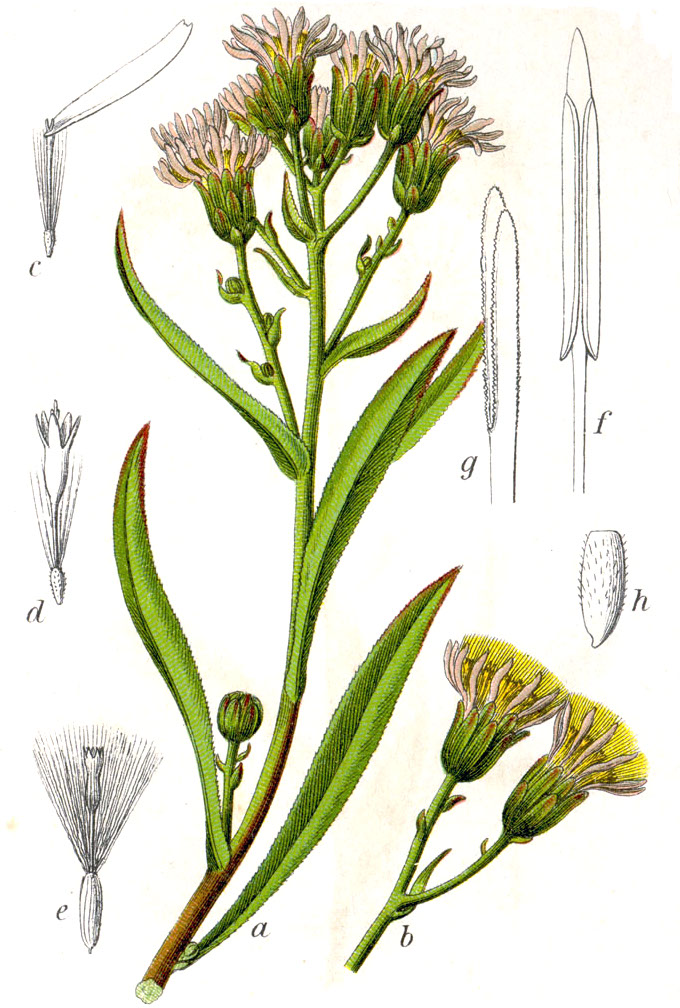
Rajzok a növényről
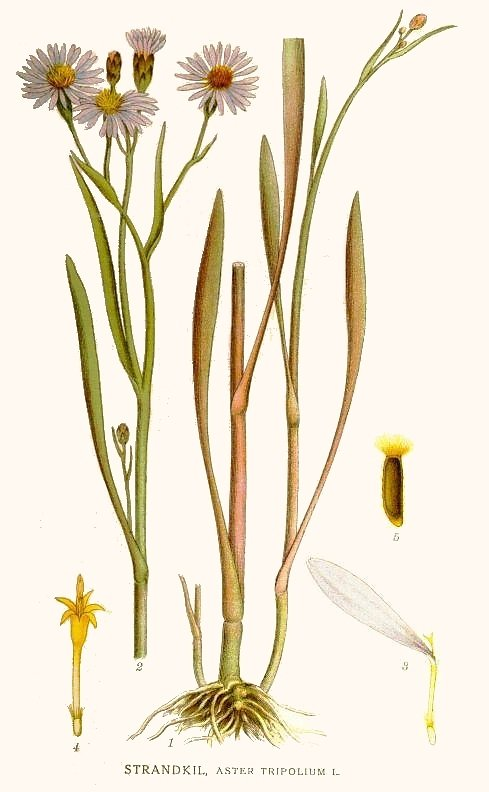